# Меридіан (Айдахо)
Меридіан (англ. Meridian) — місто в окрузі Ада в штаті Айдахо.

## Історія
Місто засноване 1891 року на північ від свого сучасного розташування. Спочатку воно називалося Хантер. Через два роки Незалежний орден таємної братії заснував ложу, названу Меридіан, оскільки вона розташовувалася на тому ж меридіані, що й столиця Айдахо Бойсе. Завдяки цій ложі місто й отримало свою сучасну назву. 1892 року навколо Меридіана створили розлогу систему зрошувальних каналів. Через 10 років, 1902 року, Меридіан отримав статус міста.

## Географія та клімат
Меридіан розташований на височині приблизно у 800 метрів за координатами 43°37′4″ пн. ш. 116°23′50″ зх. д. / 43.61778° пн. ш. 116.39722° зх. д. (43.617852, -116.397129).  За даними Бюро перепису населення США в 2010 році місто мало площу 69,52 км², з яких 69,39 км² — суходіл та 0,13 км² — водойми. В 2017 році площа становила 84,28 км², з яких 84,13 км² — суходіл та 0,15 км² — водойми.

### Клімат
| Клімат : Меридіан       | Клімат : Меридіан | Клімат : Меридіан | Клімат : Меридіан | Клімат : Меридіан | Клімат : Меридіан | Клімат : Меридіан | Клімат : Меридіан | Клімат : Меридіан | Клімат : Меридіан | Клімат : Меридіан | Клімат : Меридіан | Клімат : Меридіан | Клімат : Меридіан |
| Показник                | Січ.              | Лют.              | Бер.              | Квіт.             | Трав.             | Черв.             | Лип.              | Серп.             | Вер.              | Жовт.             | Лист.             | Груд.             | Рік               |
| Абсолютний максимум, °C | 17,2              | 21,7              | 27,2              | 33,3              | 37,2              | 42,8              | 43,9              | 43,3              | 38,9              | 34,4              | 25,6              | 18,3              | 43,9              |
| Середній максимум, °C   | 3,3               | 7,2               | 12,8              | 16,7              | 22,2              | 27,2              | 32,8              | 32,2              | 26,1              | 18,3              | 8,9               | 2,8               | 17,6              |
| Середній мінімум, °C    | −3,9              | −2,2              | 1,1               | 3,9               | 8,3               | 12,2              | 15,6              | 15,6              | 10,6              | 5,0               | 0,0               | −4,4              | 5,2               |
| Абсолютний мінімум, °C  | −27,2             | −26,1             | −14,4             | −7,2              | −5,6              | −0,6              | 1,7               | 1,1               | −5                | −11,7             | −19,4             | −31,7             | −31,7             |
| Норма опадів, мм        | 31                | 26                | 35                | 31                | 35                | 18                | 8                 | 6                 | 15                | 19                | 34                | 39                | 297               |
| ----------------------- | ----------------- | ----------------- | ----------------- | ----------------- | ----------------- | ----------------- | ----------------- | ----------------- | ----------------- | ----------------- | ----------------- | ----------------- | ----------------- |
| Джерело:                |                   |                   |                   |                   |                   |                   |                   |                   |                   |                   |                   |                   |                   |

| Кліматограма Меридіана                                                                                       | Кліматограма Меридіана | Кліматограма Меридіана | Кліматограма Меридіана | Кліматограма Меридіана | Кліматограма Меридіана | Кліматограма Меридіана | Кліматограма Меридіана | Кліматограма Меридіана | Кліматограма Меридіана | Кліматограма Меридіана | Кліматограма Меридіана |
| --- | ---------------------- | ---------------------- | ---------------------- | ---------------------- | ---------------------- | ---------------------- | ---------------------- | ---------------------- | ---------------------- | ---------------------- | ---------------------- |
| С | Л                      | Б                      | К                      | Т                      | Ч                      | Л                      | С                      | В                      | Ж                      | Л                      | Г                      |
| 32 3 −4 | 26 7 −2                | 35 13 1                | 31 17 4                | 35 22 8                | 18 27 12               | 8.4 33 16              | 6.1 32 16              | 15 26 11               | 19 18 5                | 34 9 0                 | 39 3 −4                |
| Середня макс. і мін. температури повітря (°C) Атмосферні опади (мм), за рік : 298,9 мм. Джерело: weather.com |                        |                        |                        |                        |                        |                        |                        |                        |                        |                        |                        |

## Демографія
Меридіан є другим за розміром містом в окрузі після Бойсе та третім за розміром у штаті — після Бойсе та Нампи. На 2010 рік населення Меридіана становило 75 092 особи. Меридіан є найбільш швидко зростаючим містом штату: в порівнянні з 1990 роком (9596) населення збільшилося на 683 %.

### Перепис 2010 року
Згідно з переписом 2010 року, у місті проживало 75 092 осіб у 25 302 домогосподарствах у складі 19 916 родин. Густота населення становила 1 082,2 особи/км². Було 26 674 помешкання, середня густота яких становила 384,4/км². Расовий склад міста: 92,0 % білих, 0,8 % афроамериканців, 0,5 % індіанців, 1,8 % азіатів, 0,1 % тихоокеанських остров'ян, 1,9 % інших рас, а також 2,9 % людей, які зараховують себе до двох або більше рас. Іспанці і латиноамериканці незалежно від раси становили 6,8 % населення.
Із 25 302 домогосподарств 47,6 % мали дітей віком до 18 років, які жили з батьками; 63,9 % були подружжями, які жили разом; 10,4 % мали господиню без чоловіка; 4,4 % мали господаря без дружини і 21,3 % не були родинами. 16,6 % домогосподарств складалися з однієї особи, у тому числі 6 % віком 65 і більше років. В середньому на домогосподарство припадало 2,96 мешканця, а середній розмір родини становив 3,33 особи.
Середній вік жителів міста становив 32,5 року. Із них 33,4 % були віком до 18 років; 6,6 % — від 18 до 24; 30,5 % від 25 до 44; 20,7 % від 45 до 64 і 8,9 % — 65 років або старші. Статевий склад населення: 49,0 % — чоловіки і 51,0 % — жінки.
Середній дохід на одне домашнє господарство  становив 76 783 долари США (медіана — 63 023), а середній дохід на одну сім'ю — 86 917 доларів (медіана — 68 666). Медіана доходів становила 55 151 долар для чоловіків та 35 710 доларів для жінок. За межею бідності перебувало 9,2 % осіб, у тому числі 9,8 % дітей у віці до 18 років та 8,9 % осіб у віці 65 років та старших.
Цивільне працевлаштоване населення становило 37 992 особи. Основні галузі зайнятості: освіта, охорона здоров'я та соціальна допомога — 26,1 %, роздрібна торгівля — 11,7 %, науковці, спеціалісти, менеджери — 11,7 %.

### Перепис 2000 року
Згідно з переписом 2000 року в місті проживало 34 919 осіб у 11 829 домогосподарствах у складі 9 515 родин. Було 12 293 помешкання. Расовий склад міста: 96,3 % білих, 0,7 % афроамериканців, 1 % індіанців, 2 % азіатів, 0,3 % тихоокеанських остров'ян, 1,9 % інших рас і 2,12 % людей, які зараховують себе до двох або більше pacs. Іспанці та латиноамериканці незалежно від раси становили 3,7 % населення.
There were 11 829 домогосподарств 49 % мали дітей віком до 18 років, які жили з батьками; 68,4 % were married couples living together, 8,8 % мали господиню без чоловіка, і 19,6 % не були родинами. 14,5 % домогосподарств складалися з однієї особи, у тому числі 4,3 % віком 65 і більше років. В середньому на домогосподарство припадало 2,93 мешканця, а середній розмір родини становив 3,26.
Віковий склад населення: 33,7 % віком до 18 років, 6,9 % від 18 до 24, 37,1 % від 25 до 44, 15,8 % від 45 до 64 і 6,4 % років і старші. Середній вік жителів — 30 років. Статевий склад населення: 51,3 % — чоловіки і 48,7 % — жінки.
Середній дохід домогосподарств у місті становив US$53 276, родин — $57 077. Середній дохід чоловіків становив $40 360 проти $27 174 у жінок. Дохід на душу населення в місті був $20 150. Близько 4,6 % родин і 5,6 % населення загалом перебували за межею бідності, включаючи 7,0 % віком до 18 років і 7,6 % від 65 і старших.